# Stadsreus (zweefvlieg)
De stadsreus (Volucella zonaria), ook wel hoornaarzweefvlieg genoemd, is een insect uit de familie van de zweefvliegen (Syrphidae).

## Beschrijving
De stadsreus wordt groter dan de meeste andere zweefvliegsoorten en kan een lengte van 2,5 centimeter bereiken. Hij leeft zoals alle zweefvliegen van nectar en stuifmeel. Het dier kan niet steken, maar lijkt door grootte en kleuren op de wel van een angel voorziene Europese hoornaar (Vespa crabro). Deze voordeel biedende gelijkenis met een andere soort wordt mimicry genoemd. Andere zweefvliegen lijken door een zwart-gele bandering meer op kleinere soorten wespen, of door een dichte beharing meer op hommels. Belangrijke verschillen zijn de slanke 'wespentaille' die zweefvliegen niet hebben en de schichtige vliegbewegingen. Een echte hoornaar vliegt zigzaggend en vloeiender. Ook zijn de ogen van een wesp meer langwerpig van vorm, en die van de zweefvlieg bijna rond. De stadsreus heeft een geel achterlijf met dunne zwarte dwarsstrepen, een bruinoranje glanzend borststuk en een gele kop.

## Larve
De ontwikkeling van de larve is anders dan bij de meeste zweefvliegenlarven. Die eten bladluizen, maar de larve van de stadsreus leeft op de bodem van een bewoond wespennest. Hier voedt hij zich voornamelijk met afval, zoals dode wespenlarven en stervende wespen, en richt er dus geen schade aan. Hoe de weerloze zweefvlieg in staat is om zonder herkend en gedood te worden het wespennest binnen te dringen om eitjes te leggen is niet bekend. Ook de zich na een paar dagen ontwikkelende larven lopen geen gevaar. Ze overwinteren in het inmiddels door de wespen verlaten nest. De volgende zomer verpoppen ze tot een nieuwe generatie stadsreuzen.

## Voorkomen

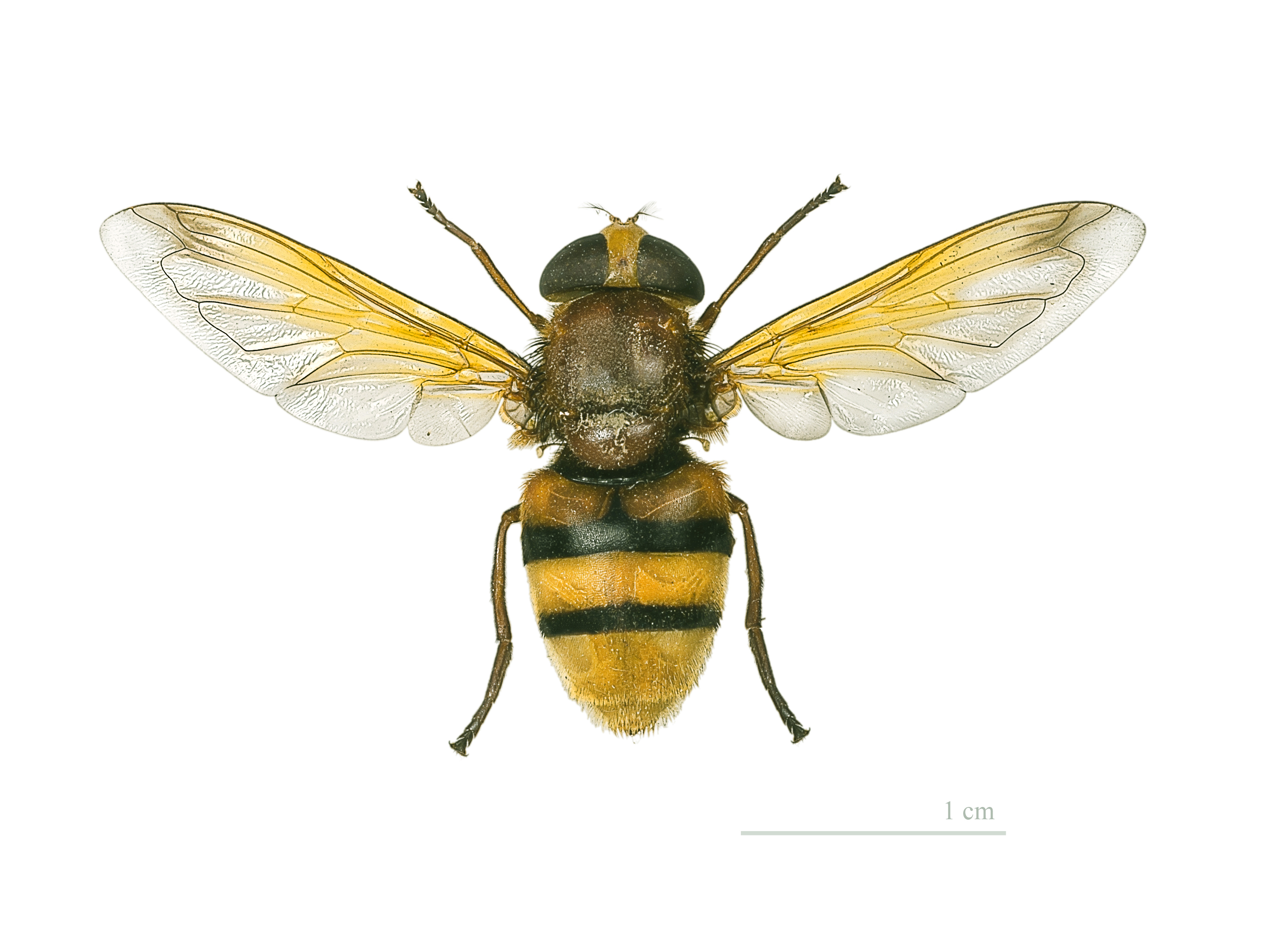
Museumexemplaar

De stadsreus komt voor in centraal en zuidelijk Europa, noordelijk Afrika en Azië inclusief Japan. In Nederland en België is de soort niet overal algemeen. Hij heeft een voorkeur voor een stedelijke omgeving, vandaar de naam. Het dier was in de twintigste eeuw in de Lage Landen nog zeldzaam, maar tegelijk met het warmer worden van de zomers wordt hij steeds vaker gezien. Ook worden er in langere periodes met zuidoostelijke winden nieuwkomers uit het zuiden aangevoerd.